# Purperknolknikmos
Purperknolknikmos (Bryum ruderale) is een bladmos uit het geslacht knikmos (Bryum).

## Kenmerken
In het veld kan een kandidaat purperknolknikmos worden geselecteerd vanwege zijn grote (> 100 um diameter) bolvormige rode tot paarsrode knollen met een gladde omtrek en diep violette rhizoïden. Onder een microscoop zullen deze grotere rhizoïden sterk papillose zijn. Microscopisch onderzoek van bladeren, rhizoïden en rhizoïdale knollen is normaal gesproken noodzakelijk om de soort met zekerheid vast te stellen. 

## Ecologie
Het komt vooral voor op basen- of kalkrijke, droge, vaak stenige bodems, bijv. in trapgaten in droge grazige vegetatie, maar ook op muren en in akkers. 

## Verspreiding
Purperknolmos komt voor in Europa (inclusief de Canarische eilanden, Azoren, Madeira), Noord-Amerika, Zuid-Afrika en Nieuw-Zeeland. In Nederland komt het purperknolknikmos vrij zeldzaam voor. Er zijn geen vondsten bekend van voor 1950.
In Nederland komt purperknolknikmos vrij zeldzaam voor.